# Harthoorn (achternaam)
De achternaam Harthoorn is in gebruik bij twee families in Nederland: een stammend uit Zeeland en de andere uit Amersfoort.

## Ontstaan
Er zijn verschillende verklaringen voor de naam mogelijk. De meest waarschijnlijke is dat Hart voor het modern-Nederlandse hert staat en hoorn voor het modern-Nederlandse hoek. Met andere woorden een verwijzing naar een deel van een perceel waar herten voorkwamen.
Speculatief is dat de naam een vertaling is van het Duitse Hirschhorn, een niet ongebruikelijke Duitse naam stammend van een van de stadjes Hirschhorn in het uiterste zuiden van Hessen of Hirschhorn in Rijnland-Palts. Een oude vorm van de naam van dit stadje is Hirtzhorn; beide vormen betekenen weer gewei. De naam van de bekende Antwerpese drukker Cervicornus is een vertaling in het Latijn van Hirschhorn of Hirtzhorn, namen die de drukker eerder in zijn leven gebruikte. In Antwerpen noemde Cervicornus zich ook wel Hertshoren, een vorm, al dan niet met een dubbele o, die in de loop der eeuwen ook wel gebruikt werd door sommige leden van de familie Harthoorn. Overigens kon tot op heden geen enkele relatie ontdekt worden tussen die drukker en de familienaam Harthoorn.

## Zeeland
De naam duikt in Zeeland voor het eerst leesbaar op in een doopboek uit Kruiningen bij een inschrijving in januari 1631. Spoedig blijken vijf broers de naam te gebruiken, hetgeen er op wijst dat de naam vermoedelijk al langer in gebruik was. Mogelijk gaat het om mensen die zich in de roerige dagen van de Tachtigjarige Oorlog, al dan niet via Antwerpen, in Zeeland hebben gevestigd.
Als stamvader van de Zeeuwse familie Harthoorn moet voorlopig de vader van de vijf broers beschouwd worden, een zekere Anthonis Jansen. De takken van vier van de vijf broers zijn binnen enkele generaties in mannelijke lijn uitgestorven. Alle nu nog levende naamdragers van de Zeeuwse familie stammen af van de broer Jan Thonissen, van beroep klein-landbouwer en die leefde van 1615/20 tot 1689 (Kortgene).
In het midden van de negentiende eeuw liep in een aantal zeer grote gezinnen rond Goes met opvallende veel mannelijke nakomelingen de kindersterfte drastisch terug. Dit heeft ertoe geleid dat de tot dan toe zeer zeldzaam voorkomende naam opeens veel meer voorkwam. Momenteel zijn er in de familie met Zeeuwse oorsprong ongeveer 100 mannelijke en vrouwelijke naamdragers in de tiende generatie gerekend vanaf de vijf broers (geboren ruwweg rond het midden van de 20ste eeuw).

## VS
In 1911 is een Harthoorn naar Holland in Michigan (VS) geëmigreerd. Daar veranderde hij de naam in Harthorn. Zijn nakomelingen zijn ondertussen voor een deel over de VS uitgewaaierd.

## Amersfoort
De oorsprong van de naam van de Amersfoortse familie ligt bij een zekere bakker Dirck Aelten, die de naam Harthoorn ging gebruiken verwijzend naar een windkorenmolen genaamd De Herthoren of De Hartshoorn die in het bezit van een overgrootvader was geweest. Mogelijk heeft de naam hier de betekenis van gewei. De omvang van de Amersfoortse familie is ongeveer 25 naamdragers in de achtste generatie (geboren rond het midden van de 20ste eeuw).